# Castillo de Al-Jaf
El castillo de Al-Jaf o Castillo de la Cueva (en árabe: قلعة الكهف‎) es un castillo nizarí medieval ubicado cerca de 30 kilómetros al sureste de Margat, en las montañas al-Ansariyah, en el noroeste de Siria.

## Historia
El castillo fue construido alrededor de 1120 por Saif al-Mulk ibn Amrun, y fue vendido a los ismailíes en 1138 por su hijo Musa. Sirvió como la base del jefe Da'i de Siria Abu Muhammad. Rashid ad-Din Sinan, líder de la secta ismailí en Siria, utilizó este castillo inicialmente como su base y ermita. Sinan finalmente murió y fue enterrado allí en 1193. En 1197, el regente de Jerusalén, Enrique II, conde de Champaña, visitó el castillo para asegurar una alianza con el sucesor de Sinan. El castillo fue el último baluarte ismailí en Siria en rendirse a los mamelucos. El sultán Baibars finalmente lo capturó en 1273, y permaneció en uso hasta la era otomana, sirviendo a veces como prisión para personajes importantes. El castillo fue finalmente destruido en 1816 por Mustafa Agha Barbar, el gobernador otomano de Trípoli.

## Descripción
El castillo se asienta en una cresta entre dos barrancos. La única entrada al castillo corre a lo largo de un camino estrecho a mitad de camino por la empinada ladera norte. La dirección general del castillo es de este a oeste, a lo largo del espolón de roca sobre el que se construyó. El castillo está dividido en tres, o posiblemente cuatro, secciones principales. En el extremo oeste se encuentra una sección plana de 170 metros de largo. La sección está libre de edificios, excepto los muros exteriores y un bastión al final. De la mota castral exterior, el terreno se eleva hacia la ciudadela central y las fortificaciones. Estos edificios probablemente contenían viviendas, almacenes y el área de almacenamiento de agua con siete cisternas.